# КаБлам!
КаБлам! (англ. KaBlam! или KaBLaM!) — американский юмористический мультсериал, представляющий собой сборник мульт-скетчей, впервые вышедший на экраны в 1996 году на канале Nickelodeon.

## Описание
Каждый эпизод мультсериала построен в виде шоу, которое ведут мальчик Генри и девочка Джун (изредка к ним кратковременно присоединяются эпизодические персонажи). Ведущие, перелистывая страницы комикса, представляют зрителю очередную серию мульт-скетча (5-6 за эпизод). Попутно с самими Генри и Джун происходят всевозможные приключения.
Мультсериал состоит из 4-х сезонов (13+13+13+13), и три отснятых эпизода без объяснения причин так никогда и не были показаны по ТВ.

## Скетчи в эпизодах

### Шоу
Ведущие шоу — Генри и Джун. Изредка им помогают (или мешают) второстепенные персонажи.
Генри (Henry) — активный мальчик, ведёт себя несколько по-дурацки, излишне эмоционален, часто терпит издевательства и физическое насилие от Джун и прочих персонажей. Зачастую относится к своей работе ведущего недостаточно серьёзно. Интересно, что в первом сезоне он был показан более интеллектуально развитым, чем его напарница, но начиная со второго сезона ситуация в корне изменилась. Озвучен Ноа Сеганом.
Джун (June) — непринуждённая девочка, с чётко прописанным саркастическим характером и хорошо развитым чувством юмора. В отличие от напарника, относится к своей работе более серьёзно. Легко «заводится», «взрывается» и злится, в результате чего зачастую причиняет физический вред как Генри, так и другим персонажам. Тем не менее, она испытывает к своему соведущему весьма тёплые чувства, кажется даже, что она в него влюблена. Часто злится, что многие принимают её за мальчишку. В первом сезоне была показана довольно глупенькой, но после «резко поумнела». Озвучена Джулией Макильвайн.
Мистер Би. Фут (Mr. B. Foot) — огромный снежный человек, эпизодический соведущий шоу. Много спит, но когда просыпается, обычно причиняет каким-либо образом вред Генри (никогда не трогает Джун), однако ясно, что под ужасной оболочкой находится добрая и ранимая душа. Хорошо играет на барабанах. Роль со словами — только в эпизоде «A Little Dab’ll Do Ya».
Мистер Фред Стокдейл (Mr. Fred Stockdale) — пожилой продюсер шоу «КаБлам!». Показан слабоумным, готовым пойти на всё ради высоких рейтингов шоу. Является пародией на американского адмирала Джеймса Стокдейла, страдавшего последние годы (ум. в 2005) болезнью Альцгеймера.
Лоис (Lois) — мама Генри. Безмерно любит своего сына. Показана в сериале трижды, но упоминается чаще.
Мистер Джимми Макги (Mr. Jimmy McGee) — временный соведущий шоу (появлялся дважды). Является пародией на американского комика и ведущего Эда Макмэхона.

### Сниз и Фондю
Показывался в 1,2 и 3-м сезонах.
Сниз и Фондю (Sniz & Fondue) — два молодых хорька. Сниз — помладше, очень активен, любит нарушать спокойствие и вносить сумятицу в жизнь. Фондю — постарше, более разумный. В их приключениях часто замешаны их соседи — Снуппа (Snuppa) и Бьянка (Bianca). Интересно, что в третьем сезоне качество прорисовки скетча резко меняется в лучшую сторону, что, скорее всего, вызвано применением технологии Flash Video. Скетч был снят с показа в конце третьего сезона, несмотря на то, что пользовался большой популярностью у зрителей.

### Боевая команда, вперёд!
(англ. Action League Now!) — показывался во всех сезонах.
Скетч снят в стиле chuckimation, то есть реальные фигурки персонажей «двигаются невидимой рукой», их рты во время диалога не открываются, часты не-анимационные действия.
Команда из четырёх членов, считающих себя супергероями (хотя на самом деле они полные болваны), борется с преступностью в своём городе. Их зовут: Здоровяк (Flesh) — абсолютно обнажённый культурист, в несколько раз бо́льший по размерам своих друзей; Девочка-молния (Thundergirl) — тоже крупная фигура, весьма сексапильного вида, умеющая летать; Водолаз-вонючка (Stinky Diver) — маленькая фигурка, всегда дурно пахнущий персонаж; Человек-смола (Meltman) — маленькая фигурка, считающая себя самым-самым супергероем, но при этом тает при каждом удобном случае. Основной (и практически единственный) враг героев — мэр их города, ставший на путь зла и коррупции.
Руководителем команды является афроамериканец Шеф (Chief), который почти в каждой серии получает тяжелейшие ранения (впрочем, как и члены Команды).
Все персонажи скетча озвучены ведущими радиостанции англ. WDVE, Питтсбург, Пенсильвания, США.

### Жизнь с Лупи
(англ. Life with Loopy) — показывался во всех сезонах.
Скетч рассказывает о жизни семьи: мамы, папы, 12-летнего мальчика Ларри и его младшей сестрёнки Лупи, которой в голову всегда приходят совершенно необычные и невероятные вещи, и которые всегда, несмотря на это, становятся реальностью.
Скетч снят достаточно редким способом: тела персонажей — куклы, а головы — картон.
Озвучивание: Лупеция «Лупи» Купер (Loopecia «Loopy» Cooper) — Даниэлль Юдовиц, Ларри Купер — Ноа Сеган, папа Лупи и Ларри — Пол Рубенс.

### Прометей и Боб
(англ. Prometheus and Bob) — показывался во всех сезонах.
Скетч снят в стиле пластилиновая/кукольная анимация, и рассказывает об инопланетянине Прометее, прилетевшем на Землю в каменном веке. Прометей терпеливо желает научить неандертальцев (Боба) основам науки, техники, этикета и прочих цивилизационных ценностей, но всегда безуспешно. Все свои попытки он снимает на видеокамеру с пультом дистанционного управления.
Кроме Прометея и Боба в скетче играют роли небольшая шимпанзе (она то всячески помогает инопланетянину в его непростом деле, то, наоборот, мешает); и голос за кадром, объявляющий перед началом: «Плёнка №… [Название]», и в конце: «Конец».

### Прочие скетчи
- Семья чудаков (The Off-Beats) — выходил в 1-м и 2-м сезонах. Рассказывает о группе друзей-изгоев, постоянно сталкивающихся с всевозможными проблемами: талантливой певице в толстых очках Бэтти-Энн Бонго, играющей на барабанчиках бонго, вспыльчивом любителе клетчатого пальто Томми, глупенькой длинноволосой девочке Рапунцель, застенчивом вундеркинде Августе, и его любящем одиночество и покой жёлтом псе по имени Сентябрь. Над ними часто издевается и насмехается группа популярных детей с девочкой-задирой Тиной. Также в сериале присутствует добрый старик мистер Грю - любитель гольфа и владелец кондитерской.
- Лава! (Lava!) — выходил в 1-м и 2-м сезонах.
- Анемия и Йод (Anemia and Iodine) — выходил только в 1-м сезоне. Повествует о злоключениях девочки и её младшего гиперактивного братца. Скетч, так же как и предыдущий, был показан только один раз в одном эпизоде.
- Анжела Анаконда (Angela Anaconda) — выходил только в 1-м сезоне. Скетч снят в виде «картонной мультипликации» и рассказывает о жизни девочки, непонятой обществом.
- JetCat — выходил в 3 и 4-м сезонах. Рассказывает о девочке, чья вторая личность — супергерой-кошка, следящая за справедливостью в окру́ге. Скетч интересен тем, что для него отдельно Пэтом Ирвином была сочинена музыка.
- Кролик-гонщик (Race Rabbit) — выходил в 3 и 4-м сезонах. Этот не-анимационный скетч рассказывает о романтическом кролике-гонщике с английским акцентом. На трассе враги вечно строят ему всяческие препятствия, но он всегда с честью выходит победителем.
- Patchhead — выходил во 2 и 3-м сезонах. Рассказывает о девочке с арбузом на голове, которая мешает жуликам выигрывать на соревнованиях.
- Братья Тики (The Brothers Tiki) — выходил только во 2-м сезоне. Пластилиновый скетч о двух инопланетянах, напоминающих овощи, приземлившихся на нашу планету в барбекю-гриле.
- Fuzzball — выходил только в 4-м сезоне. Девочка сломала кубок, выигранный папой, и теперь пытается завоевать его вновь, чтобы отец ничего не узнал.
- Шоу Луи и Луи (The Louie and Louie Show) — выходил только в 1-м сезоне. Два заброшенных домашних питомца (хомяк и ящерица) пытаются привлечь к себе внимание хозяев, уделяющих всё время собаке. Скетч интересен тем, что был показан только один раз в одном эпизоде, и у него был отдельный мультипликатор — Гэри Бейзман.
- Маленькие уродцы (Little Freaks) — выходил только в 4-м сезоне. Три придурковатых «супергероя» пытаются помешать злодею управлять брендами мировой моды. Скетч, так же, как и предыдущий, был показан только один раз в одном эпизоде.

## Эпизоды[3]
Название каждого эпизода можно увидеть на последней странице журнала комиксов в конце каждой серии. Поскольку мультсериал является юмористическим, то многие названия его эпизодов являются пародиями. Например:
- 1х11 — серия игр The Need for Speed
- 2х07 — фраза «E Pluribus Unum»
- 2х13 — фраза «Меня зовут Бонд. Джеймс Бонд»
- 3х02 — фильм «Денежный поезд»
- 4х08 — фильм «Ведьма из Блэр: курсовая с того света»

### Сезон 1 (1996)
| Выпуск | Дата премьеры | Название                                   |
| ------ | ------------- | ------------------------------------------ |
| 1      | 11.10.1996    | «Your Real Best Friend»                    |
| 2      | 18.10.1996    | «It’s Flavorific!»                         |
| 3      | 25.10.1996    | «Comics for Tomorrow Today»                |
| 4      | 01.11.1996    | «Not Just For People Anymore»              |
| 5      | 08.11.1996    | «All Purpose KaBlam!»                      |
| 6      | 15.11.1996    | «What the Astronauts Drink»                |
| 7      | 22.11.1996    | «KaBlam! Gets Results»                     |
| 8      | 29.11.1996    | «You’ve Tried the Rest! Now Try the Best!» |
| 9      | 06.12.1996    | Безымянный                                 |
| 10     | 13.12.1996    | «A Little Dab’ll Do Ya»                    |
| 11     | 20.12.1996    | «Built for Speed»                          |
| 12     | 27.12.1996    | «Comics of Champions»                      |
| 13     | 31.12.1996    | «Resistance is Futile»                     |

### Сезон 2 (1997)
| Выпуск | Дата премьеры | Название                                 |
| ------ | ------------- | ---------------------------------------- |
| 1      | 19.09.1997    | «Won’t Stick To Most Dental Work»        |
| 2      | 26.09.1997    | «Won’t Crack Or Peel»                    |
| 3      | 03.10.1997    | «Hurts So Good»                          |
| 4      | 10.10.1997    | «Harold’s Glow-in-the-Dark Brand Butter» |
| 5      | 17.10.1997    | «Tastes Like Paper»                      |
| 6      | 24.10.1997    | «I Just Don’t Get It»                    |
| 7      | 31.10.1997    | «E Pluribus KaBlam!»                     |
| 8      | 28.11.1997    | «Better Than A Poke In The Eye»          |
| 9      | 05.12.1997    | «Get Sam Donaldson’s Mystery Bag»        |
| 10     | 12.12.1997    | «Cramming Cartoons Since 1627»           |
| 11     | 19.12.1997    | «Hand Cranked For Your Enjoyment»        |
| 12     | 26.12.1997    | «Art + Science = Fun»                    |
| 13     | 02.01.1998    | «KaBlam! James KaBlam!»                  |

### Сезон 3 (1998)
| Выпуск | Дата премьеры | Название                                  |
| ------ | ------------- | ----------------------------------------- |
| 1      | 04.09.1998    | «More Happiness Than Allowed By Law»      |
| 2      | 11.09.1998    | «Money Train 2»                           |
| 3      | 18.09.1998    | «Your Logo Here»                          |
| -      | 25.09.1998    | «Life with Loopy Birthday Gala-Bration»   |
| 4      | 02.10.1998    | «Holdeth the Pickle, Holdeth the Lettuce» |
| 5      | 09.10.1998    | «It’s All In The Wrist»                   |
| 6      | 16.10.1998    | «Year Round Fun»                          |
| 7      | 23.10.1998    | «The New Class»                           |
| 8      | 30.10.1998    | «Great for Paper Training»                |
| 9      | 05.03.1999    | «You’ll Love Our Selection»               |
| 10     | 12.03.1999    | «You May Already Be a…KaBlammer!»         |
| 11     | 19.03.1999    | «KaFun!»                                  |

### Сезон 4 (1999—2000)
| Выпуск | Дата премьеры | Название                                  |
| ------ | ------------- | ----------------------------------------- |
| 1      | 04.12.1999    | «Sasquatch-ercise»                        |
| 2      | 13.11.1999    | «Takes a Knockin' and Keeps Tick-Tockin'» |
| 3      | 20.11.1999    | «In It To Win It»                         |
| 4      | 01.01.2000    | «The Best of Both Worlds»                 |
| 5      | 06.11.1999    | «A Nut in Every Bite!»                    |
| -      | 27.11.1999    | «The Henry and June Show»                 |
| 6      | 15.01.2000    | «Now With More Flava'»                    |
| 7      | 26.03.1999    | «Timeless!»                               |
| 8      | 08.01.2000    | «The KaBlair! Witch Project»              |
| 9      | 18.12.1999    | «Going the Extra Mile»                    |
| 10     | 11.12.1999    | «Under New Management»                    |
| 11     | 22.01.2000    | «Just Chillin'»                           |

## Показ в других странах
- Великобритания — с 16 октября 1996 г.[5]
- Польша — 1999—2002
- Португалия — с 6 марта 1999 г.[5]

## КаБлам! в фильмах
- На 1998 год был объявлен выход художественного фильма о Прометее и Бобе, но производство было остановлено[6].
- Эпизод «Rock-A-Big Baby» скетча «Боевая команда, вперёд!» появился перед началом фильма «Отличный гамбургер».
- Анжела Анаконда появилась перед началом фильма англ. Digimon: The Movie.